# Locomotiva MR classe 700
Le locomotive MR classe 700  costituivano un gruppo numeroso di locomotive a vapore per servizio merci di rodiggio 0-3-0 della compagnia ferroviaria inglese Midland Railway.
Si trattava di macchine, progettate nella metà degli anni sessanta del XIX secolo dall'ingegner Matthew Kirtley costruite nella notevole quantità di 328 unità dalle fabbriche britanniche Vulcan Foundry di Newton-le-Willows e Dubs & C di Glasgow.  Vennero classificate nel gruppo 1F.  Nel 1906 50 unità vennero vendute alle FS italiane dove costituirono il gruppo 380.